# Oxyhaloa buprestoides
Oxyhaloa buprestoides är en kackerlacksart som först beskrevs av Henri Saussure 1862.  Oxyhaloa buprestoides ingår i släktet Oxyhaloa och familjen jättekackerlackor. Inga underarter finns listade i Catalogue of Life.